# Gilbert Chabrol de Volvic

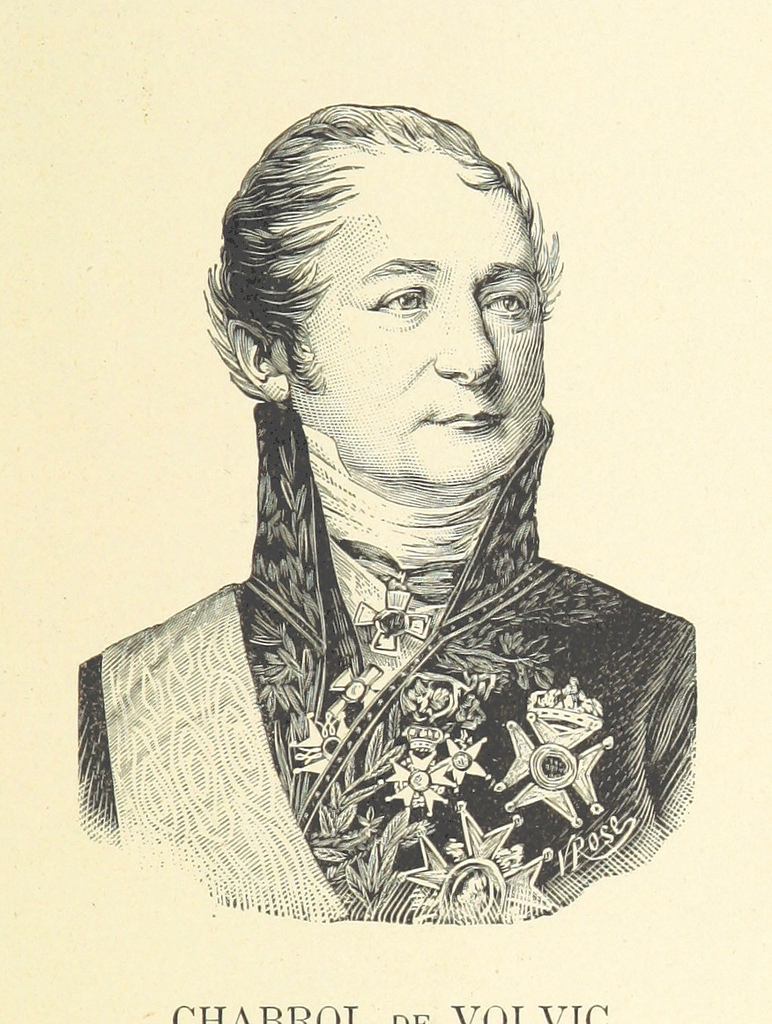
Gilbert Chabrol de Volvic.

Gilbert Joseph Gaspard, conte de Chabrol de Volvic (Riom, 25 settembre 1773 – Parigi, 30 aprile 1843) è stato un funzionario napoleonico francese.

## Biografia
Ingegnere di ponti e strade, partecipò alla Campagna d'Egitto.
Dal 31 gennaio 1806 al 23 dicembre 1812 fu prefetto dell'amministrazione napoleonica nel dipartimento di Montenotte, diviso fra la Liguria di ponente e il basso Piemonte, con Savona capoluogo.
La città di Savona viveva un periodo di decadenza, e durante l'amministrazione di Chabrol conobbe un periodo fortemente prospero grazie a cui la città iniziò una lenta rifioritura. In ricordo di questa rinascita, nel centro storico della città, è dedicata una piazza in sua memoria dove è apposta una targa che reca il seguente testo:
(Iscrizione in Piazza Chabrol a Savona)
Il 23 dicembre 1812, al ritorno dalla Campagna di Russia, l'imperatore Napoleone Bonaparte, scontento del prefetto Nicolas Frochot, chiamò Chabrol a coprire l'incarico di Prefetto del dipartimento della Senna. Fu nominato nel 1814 consigliere di Stato e ufficiale della Legion d'onore.
Mantenne il suo posto anche con la restaurazione della monarchia (si dice che, ai detrattori, Luigi XVIII rispose: Chabrol a épousé la ville de Paris, et j'ai aboli le divorce) e si ritirò solo alla Rivoluzione di luglio del 1830. 
Si accredita a lui la frase da cui è stata tratta la locuzione Cento giorni per indicare il breve ritorno di Napoleone dopo l'esilio all'Elba.